# Tamás Wichmann
Tamás Wichmann (Budapeste, 4 de fevereiro de 1948 – 12 de fevereiro de 2020) foi um canoísta de velocidade húngaro.

## Carreira
Foi vencedor da medalha de prata em C-2 1000 m em Cidade do México 1968, junto com o seu colega de equipa Gyula Petrikovics.
Foi vencedor da medalha de prata em C-1 1000 m em Munique 1972.
Foi vencedor da medalha de bronze em C-1 1000 m em Montreal 1976.

## Morte
Wichmann morreu no dia 12 de fevereiro de 2020, aos 72 anos.